# Guerra de Independência da Guiné-Bissau
A Guerra de Independência da Guiné-Bissau foi um conflito armado entre o Partido Africano para a Independência da Guiné e Cabo Verde (PAIGC) e as Forças Armadas de Portugal. Com ataques subversivos desde 1961, a guerra teve início efetivo a 23 de Janeiro de 1963, com um ataque do PAIGC ao quartel de Tite, no sul da Guiné-Bissau, e terminou em 10 de Setembro de 1974 com o reconhecimento da independência do país. Tal como em Angola e Moçambique, este conflito foi considerado como uma guerra subversiva para as autoridades portuguesas, e uma guerra de libertação ou revolucionária, para os movimentos de libertação.
Contrariamente a Angola, considerada uma das mais importantes colónias portuguesas, a Guiné, desde 1446 descoberta pelos portugueses, que ali mantinham várias feitorias e fortificações, era um território pouco extenso que tinha servido de entreposto para o Comércio de escravos no Atlântico até ao século XIX, mas que pouco significado tinha no início do conflito. De clima quente e húmido, e sem recursos naturais, a Guiné não apresentava grandes atractivos para o colono europeu. Todo o território era dominado economicamente pela Casa Gouveia, pertencente ao grupo Companhia União Fabril (CUF). O espírito conservador e retrógrado existente, a influência nacionalista da vizinha Guiné-Conacri e o movimento nacionalista criado em 1956, o Partido Africano para a Independência da Guiné e Cabo Verde (PAIGC), liderado por Amílcar Cabral, deram origem a uma greve de trabalhadores portuários em 1959, que exigiam melhores condições salariais. A greve acabaria por ser repelida violentamente pelas autoridades portuguesas, causando cerca de cinquenta mortos. Este acontecimento seria designado por Massacre de Pidjiguiti. Após o massacre, o PAIGC ainda tentou negociar com o governo português, em novembro de 1960, para acabar com a dominação colonial em África. Sem resposta do Estado português, o PAIGC altera a sua estratégia, no ano seguinte, de revolução política para "insurreição nacional". Depois de uma preparação meticulosa das suas forças, e do apoio da Guiné-Conacri, em 23 de janeiro de 1963, tem início a guerra pela independência, com um ataque dos guerrilheiros do PAIGC à guarnição portuguesa em Tite.
Quando a Guerra Colonial Portuguesa começou na Guiné, em janeiro de 1963, havia já quase dois anos que as forças portuguesas combatiam, com relativo sucesso, em Angola. Este facto permitiu às autoridades portuguesas prevenirem de certa forma a possível eclosão de acções de guerrilha em Moçambique e na Guiné. Assim, quando a guerra chegou à Guiné, a guerrilha deparou-se com um dispositivo militar português que abrangia todo o território. Este dispositivo baseava-se em 7-8 batalhões do Exército Português dispostos em quadrícula. Essencialmente, cada batalhão ocupava um sector, que se subdividia em zonas de acção (ZA). Essas ZAs eram ocupadas por companhias que, apesar de integradas em batalhões, actuavam com grande autonomia logística e operacional. O objectivo destas companhias era privar o inimigo do contacto com as populações, e manter "limpa" a sua ZA. A busca e destruição do inimigo estava a cargo de forças de intervenção especializadas nessas acções (golpes de mão, acções de limpeza, etc.) - paraquedistas, comandos, fuzileiros, etc.
Em 24 de Setembro de 1973, o PAIGC declarou a independência em Lugajole, no sector de Madina do Boé, uma das regiões que controlava. No ano seguinte, deu-se a Revolução dos Cravos em Portugal, que põs um fim ao regime ditatorial iniciado por António de Oliveira Salazar e continuado por Marcello Caetano. Em outubro de 1974, o PAIGC assumiu o poder político do país. No entanto, apesar do sucesso político e militar, o PAIGC tinha os seus próprios problemas internos, nomeadamente o binacionalisno, com Cabo Verde; e as rivalidades entre as diversas correntes das Forças Armadas Revolucionárias do Povo (FARP).

## Antecedentes

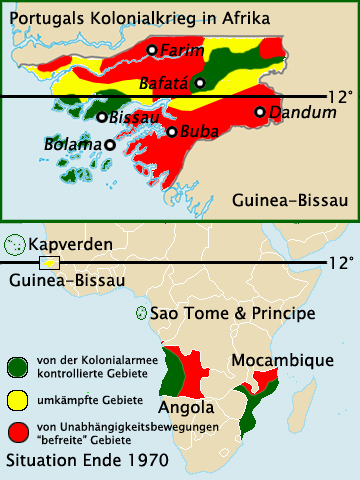
Mapa das zonas de controlo na Guiné e outras colónias (1970): em verde pelos portugueses; em amarelo em disputa; em vermelho pelos grupos nacionalistas

### Descoberta da Guiné
A Guiné Portuguesa, assim designada antes da sua independência, foi descoberta pelo navegador português Nuno Tristão em 1446. Estas colónias serviam como plantações de algodão e índigo, que eram cultivados por mão-de-obra escrava. Serviam também como entreposto comercial importante para diversas mercadorias e obtenção de mão-de-obra escrava durante o século XVIII, até à abolição da escravatura pelas autoridades portuguesas. No entanto, a região interior do país só veio a ser controlada pelos portugueses no final do século XIX. Os ataques esporádicos continuaram durante o início do século XX, e o Arquipélago dos Bijagós só foi controlado em 1936. Em 1952, através de uma reforma constitucional, a Guiné-Bissau tornou-se a Província Ultramarina da Guiné Portuguesa. Apesar disso, três anos depois, cerca de 99% da população da Guiné Portuguesa era analfabeta. Segundo o historiador Patrick Chabal, a Guiné era a mais pobre e subdesenvolvida colônia de Portugal.

### Resistência local e movimentos nacionalistas
No final da década de 1950, tiveram lugar os primeiros movimentos de independência em África nos territórios ocupados por países europeus. A independência da Guiné-Conacri, em outubro de 1958, foi a que mais influenciou a colónia portuguesa. Embora houvesse alguma pequena resistência local, só em 1956 é que o primeiro movimento nacionalista organizado surgiu na Guiné-Bissau. Fundado por Amílcar Cabral e Rafael Barbosa, o Partido da Independência Africano passaria a se chamar, em 1960, de Partido Africano para a Independência da Guiné e Cabo Verde (PAIGC). O seu líder, Cabral, foi, como tantos outros africanos das colónias, educado em Lisboa, onde se licenciou em agronomia.
Preocupado com a situação da independência da Guiné Francesa e com os primeiros movimentos da Crise do Congo, Salazar envia para a colónia portuguesa o general Beleza Ferraz, para se inteirar da situação militar naquele território. No final da década de 1950, o contingente na Guiné era de 900 elementos, na sua maioria recrutados localmente, chefiados por oficiais europeus. Estas tropas estavam divididas por dois quartéis, um em Bissau e outro em Bolama, no sul. No seu relatório, Beleza Ferraz propõe mais duas guarnições, uma em Farim e outra em Nova Lamego, e antevê um conflito na forma de acções subversivas, tanto de origem interna como externa. Também o então tenente-coronel Francisco da Costa Gomes visita a Guiné, no final de 1958 e depois do massacre de Pidjiguiti em 1959. Na sua opinião, deveriam ser tomadas medidas de carácter militar para desmobilizar qualquer acção subversiva. Ainda na visão dele era urgente melhorar os serviços de saúde, educação e pagamentos das populações indígenas, como forma de chegar mais próximo dos seus problemas. Os primeiros reforços das guarnições começam a chegar em finais de 1959.

### Massacre de Pidjiguiti
A primeira grande acção do PAIGC foi uma greve dos trabalhadores e marinheiros do porto de Bissau em 3 de Agosto de 1959, que reivindicavam melhores condições salariais. A polícia colonial reprimiu com violência a greve, matando entre 30 e 50 pessoas ferindo cerca de cem, naquele que ficou conhecido como o massacre de Pidjiguiti. Poucos dias após o Massacre, o governo português enviou um reforço policial para Bissau.
Fortemente influenciado pelo massacre, por volta de 1960, o PAIGC decidiu passar a sua sede para a vizinha Guiné-Conacri, para se preparar uma luta armada, e começa a contactar tanto com as populações urbanas como com as rurais, através de propaganda política. O Partido ainda tentou dialogar com o Governo português, mas o seu Chefe-de-Estado, Salazar, ignorou os pedidos de negociação sobre a independência da Guiné e Cabo Verde. Em 1962, Rafael Barbosa, o número dois do Partido, chegou mesmo a ser detido, entre outros, abrandando o início de uma revolta. Inicialmente, o PAIGC era apoiado pela vizinha Guiné, e o seu objectivo era não só a libertação da Guiné-Bissau, mas também a de Cabo Verde — este o principal fornecedor de funcionários com educação superior da administração de ambas as colônias portuguesas.
Em fevereiro de 1961 o governo português reforça a sua presença militar em Guiné com o envio de 360 soldados pelo navio Ana Malfada. Até maio chegaram um novo contingente de tropas e aeronaves, incluindo oito F-86 Sabre. Ainda em 18 de Abril de 1961, o PAIGC, juntamente com a Frente de Libertação de Moçambique (FRELIMO), de Moçambique, o Movimento Popular de Libertação de Angola (MPLA), de Angola, e o Movimento de Libertação de São Tomé e Príncipe (MLSTP), de São Tomé e Príncipe, criaram a Conferência das Organizações Nacionalistas das Colónias Portuguesas (CONCP) durante uma conferência em Marrocos. O principal objectivo da organização era a cooperação dos diferentes movimentos de libertação nacional nas colónias portuguesas. Em resposta, o governo de Salazar passou a perseguir e prender membros e simpatizantes do PAIGC.

### Primeiras acções da guerrilha
As primeiras acções de sabotagem, apesar da intensa actividade política do PAIGC, couberam ao Movimento de Libertação da Guiné (MLG) que, com ações esporádicas e pouco efetivas, entre 17 e 25 de julho de 1961 executou o corte de linhas telefónicas entre São Domingos e a tabanca de Beguingue, o ataque ao aquartelamento de São Domingos, o ataque à estância turística da praia de Ponte Varela e a pilhagem de edifícios públicos e do posto sanitário de Susana. Estes ataques surpreendem os europeus que procuram refúgio em Bissau. A resposta portuguesa foi o envio de tropas para as zonas atingidas, e o envio de um destacamento de caças F-86F desde Portugal. O conflito fez com que Senegal rompesse relações diplomáticas com Portugal, por conta de sobrevoos de aeronaves da FAP sobre seu território em busca de membros do PAIGIC. Enquanto isso, o governo de Portugal alegou que Senegal deu abrigo aos membros do PAIGIC.
Em Agosto de 1962, a liderança do MLG e de outras seis organizações, funda, em Dacar, um movimento de frente ampla, a Frente de Libertação e Independência Nacional da Guiné (FLING), constituída por bissau-guineenses de vários movimentos radicados no Senegal. Apesar de ter sido convidado para integrar a FLING, o PAIGC prefere ficar como organização independente. Enquanto a FLING actua no norte, o PAIGC realiza as suas acções a sul.
Segundo as autoridades portuguesas, o PAIGC dispõe de armamento ligeiro clandestino com origem em Marrocos. Depois da prisão de alguns elementos do partido de Cabral, capturados com armas ilegais, o presidente do Senegal autoriza o fornecimento de armas ao PAIGC. Ao mesmo tempo, vários elementos do PAIGC recebem formação política e militar no estrangeiro, nomeadamente na China, na Checoslováquia, no Gana, em Marrocos, no Mali e na Guiné-Conacri. Em Lisboa, é decidido retirar Peixoto Correia dos cargos de Governador e Comandante-Chefe da Guiné, sendo nomeados Vasco Rodrigues, para Governador, e Fernando Louro de Sousa para Comandante-Chefe.

## Teatro de guerra

### Geografia e clima
A Guiné-Bissau fica situada na região da África Ocidental. Faz fronteira a norte com o Senegal, a leste e sudeste com a Guiné-Conacri, e a oeste e sudoeste com o Oceano Atlântico. A zona costeira é pantanosa e marcada pela presença de vários rios, ao passo que o interior é seco. O território, sem elevações de terreno, inclui ainda diversas ilhas como Jata, Pecixe, Bissau, Bolama e Orango, além dos arquipélagos de Bijagós, de Bissau e de Como, Melo e Tristão. A zona litoral é caracterizada por vegetação muito densa, enquanto o interior é constituída por savanas. O clima é tropical no litoral, com temperaturas e humidade elevadas, e quente e seco no interior. Por ano, definem-se duas estações: a das chuvas, de temperaturas mais baixas, entre dezembro e fevereiro; daí em diante, calor e vento de leste, com temperaturas a chegarem ao 40º à sombra. Entre cada estação, surgem as monções com ventos fortes.
O facto de nas margens dos rios existir muita vegetação, aumentava a insegurança das embarcações que por ali navegavam, e o tempo que demoravam a ir de um ponto para outro. Nas zonas pantanosas, a vegetação rasteira e densa, e o clima desgastante, eram um obstáculo a ultrapassar nas operações tácticas, para além de as tropas portuguesas ficarem a descoberto, sem qualquer barreira protectora; sem o elemento surpresa nas aproximações, as baixas eram frequentes, em operações que apenas duravam um ou dois dias, e só a artilharia e a força aérea os podia proteger. Acrescente-se, ainda, o elevado número de doenças características de um meio ambiente duro, como o paludismo e as disenterias, e a fraca alimentação. Contrariamente ao litoral, o interior seco e quente determinava a falta de água, criando um ambiente hostil às tropas. O pouco relevo existente e pedregoso, era dominado pela guerrilha. Todas estas características da Guiné-Bissau levavam a que um soldado português tivesse um tempo de serviço de 21 meses, três a menos que em Angola e Moçambique.

### Economia e política
Dada a natureza e dimensão do seu terreno e do clima, a Guiné poucos recursos naturais possuía. A sua economia baseava-se na agricultura de subsistência. Os produtos exportados eram, por isso, agrícolas, destacando-se o amendoim e o coconote (uma semente da palmeira dendê); do lado, das importações, destaque para os produtos manufacturados.
A Guiné era uma província ultramarina dividida em nove concelhos (Bissau, Bolama, Cacheu, Mansoa, Bissorá, Farim, Catió, Bafatá e Gabu) e três circunscrições (Bijagós, Fulacunda e São Domingos). Bissau, a capital, viu a sua população subir exponencialmente pela entrada de refugiados que fugiam das zonas de guerra. Era na capital que se encontrava a sede do governo, tal como as principais infraestruturas como o aeroporto, o porto e estabelecimentos de ensino.

### Zonas de operações militares
Em termos de terreno, pode-se definir duas zonas de operações:
- Litoral: entre a costa, e uma linha vertical definida por Cuntima, Jumbembem, Porto Gole, Xime, Xitole e Aldeia Formosa
- Interior: da linha vertical anterior até às fronteiras com o Senegal e a Guiné-Conacri.

No respeitante a zonas militarmente definidas pelas forças portuguesas e pelo PAIGC foram três, com o litoral separado entre norte e sul a partir do rio Geba:
- Zona Norte: São Domingos (fronteira) Farim, Teixeira Pinto (Canchungo), Oio Morés e Bissau;
- Zona Sul: Fulacunda (Quinara); Cubisseco, Catió Cantanhez, Quitafine e fronteira;
- Zona Leste: Bafatá, Gabu (Nova Lamego), Madina, fronteira norte (Pirada) e fronteira leste (Buruntuma).

## Forças em combate

### PAIGC
Quando a guerra começou, quase toda a totalidade da população guineense era analfabeta, e eram poucos (quase todos cabo-verdianos) aqueles que tinham formação superior. Neste contexto, os ideais anti-colonialistas e de independência tinham origem na pequena burguesia local, nomeadamente na administração pública. A principal figura desta consciência nacionalista era Amílcar Cabral (1924-1973), que tinha estudado Agronomia em Lisboa, e que, como tantos outros africanos - Agostinho Neto, Mário de Andrade, Francisco José Tenreiro, Eduardo Mondlane ou Marcelino dos Santos -, frequentou a Casa dos Estudantes do Império.

Ainda em estudante, Cabral manteve contactos com o Partido Comunista Português e, quando regressou a Bissau, foi trabalhar nos serviços agrícolas e florestais da Guiné, contratado pelo Ministério do Ultramar. Em março de 1955, de regresso a Lisboa, fundou o Partido Africano da Independência (PAI), que, em 1960, alteraria a sua designação para Partido Africano para a Independência da Guiné e Cabo Verde (PAIGC).
Influenciado pelos movimentos independentistas dos países vizinhos, nomeadamente a Guiné-Conacri, Amílcar Cabral volta, de vez, para a o seu país natal para levar a cabo a luta pela independência. O governo português, vendo os exemplos de outros países em que os movimentos de libertação tinham conseguido alcançar o seu objectivo, tentou eliminar qualquer organização de ideais semelhantes. Uma das situações mais dramáticas para evitar qualquer movimento independentista, foi o que teve lugar em Pidgiguiti, em 3 de agosto de 1959, onde as autoridades portuguesas fizeram dezenas de mortos, numa manifestação de trabalhadores portuários que exigiam melhores salário. Um mês depois, o PAIGC, reuniu-se para se preparar para a luta armada. Para a sua luta, o PAIGC contava com o apoio da Guiné-Conacri, onde foi instalado o seu quartel-general, e do Senegal.

#### Organização militar
Um ano antes do início do conflito, em 1962, a organização do PAIGC já se encontrava relativamente bem estruturada, nomeadamente ao nível político e militar. Ao nível militar, o Partido estava organizado em dois tipos diferentes de grupos armados de guerrilha, que constituíam a sua unidade principal: um de área (territorial), e outro móvel (de intervenção). Mesmo antes da guerra começar, estes grupos já dispunham de granadas de mão e pistolas-metralhadoras (PPSH).

Em 1963, influenciado pela formação que alguns dos seus guerrilheiros obtiveram na China, o PAIGC desenvolveu o Exército Popular (EP) e a Milícia Popular (MP; responsável pela vigilância das áreas libertadas). Durante do I Congresso do PAIGC, no início de 1964, o EP e a MP foram formalmente criados, bem como a reestruturação da guerrilha. O EP e a nova guerrilha passaram a designar-se por Forças Armadas Revolucionárias Populares (FARP), sendo que a MP estava ligada ao sistema político-administrativo. A Guiné foi dividida em três áreas de acção: Norte, Sul e Leste; cada uma destas áreas tinha várias regiões, cada qual com um comando militar dedicado. Durante o conflito, a região Leste nunca chegou a ter activada. Em 1965, os comandos militares passaram a designar-se de comandos gerais do Norte e do Sul e, em 1966, comandos de frente.
Face ao avanço político e militar do PAIGC, em 1969, o partido reorganizou-se em Divisão Administrativa e Divisão Militar, foi criada a Comissão Nacional das Regiões Libertadas e, em termos militares, o território foi dividido entre frente Norte e frente Sul, com o rio Geba a separar as duas frentes. Por esta altura, militarmente, o PAIGC estava organizado em três grupos: infantaria, artilharia e grupos especiais. Em 1971, o PAIGC procedeu a uma nova reorganização das suas forças que passaram a ser designadas por Forças Armadas Nacionalistas (FAN), que incluía a Marinha Nacional Popular (MNP) e o Exército Nacional Popular (ENP), e as Forças Armadas Locais (FAL), que vieram substituir as Milícias Populares. O bigrupo era a unidade-base de combate das FAN, bem equipada e bem adaptada ao terreno de batalha, constituída por 38 elementos, enquanto as FAL estavam organizadas em unidades de 19 homens fortemente equipados com pistolas-metralhadoras (PPSH), bazucas (RPG-2) e carabinas (Simonov). De acordo com uma estimativa das forças portuguesas, o ENP dispunha de cerca de 5500 homens, e as milícias 2000.
O armamento, na sua maioria, era fornecido pela União Soviética e China, o que trazia mais vantagens ao PAIGC, face às tropas portuguesas, pois eram armas mais modernas. No final do conflito, a guerrilha dispunha mesmo de misseis e viaturas blindadas. Durante a guerra, um dos meios bélicos mais utilizados foi a colocação de minas, uma arma temida pelos portugueses que limitava a sua progressão no terreno, seja a pé, de carro ou de embarcações, e que causava grande número de baixas (cerca de 50% dos mortos e feridos) e destruição de veículos.

### Forças Armadas Portuguesas

#### Tropas pára-quedistas
As tropas pára-quedistas foram criadas na década de 1950 pelo ministro da Defesa Nacional, coronel Fernando dos Santos Costa. A sua inclusão na Força Aérea foi polémica pois o órgão de chefia do Exército não concordava com a integração de tropas de infantaria, com treino especial, naquele ramo das Forças Armadas. Durante a Guerra Colonial, os pára-quedistas foram um dos corpos mais adaptados para o tipo de conflito em África.
As primeiras tropas pára-quedistas na Guiné eram constituídos por um pelotão que apoiava outras forças. Mais tarde, seria criada uma companhia de caçadores pára-quedistas para a Operação Grifo. Posteriormente, no final de 1966, foi criado o Batalhão de Caçadores Pára-Quedistas 12 (BCP 12), com base em Bissau. O BCP 12 realizou várias operações como a "Ciclone II" (Fevereiro de 1968), "Titã" e várias acções designadas por "Júpiter" no "Corredor de Guileje".
Os pára-quedistas eram transportados para as suas operações por helicópteros Alouette III e, mais tarde, pelo SA-330 Puma. Fardados com uniforme camuflado, estas tropas especiais estavam armadas com a espingarda automática de fabrico americano AR-10 de calibre 7,62 mm, a G3, a MG42 e HK21 e o lança-rockets Sneb de 37 mm.
A primeira baixa entre as tropas pára-quedistas na Guiné ocorreu em 7 de Fevereiro de 1964. Ao todo, morreram na Guiné 56 elementos destas forças especiais.

#### Fuzileiros
Os fuzileiros, tropas especiais da Marinha Portuguesa, datam do início da década de 1960 quando um grupo de quatro elementos da Marinha foram enviados a Inglaterra para receberem um curso nos Royal Marines. O primeiro contingente, o Destacamento de Fuzileiros Especiais n.º 2 (DFE 2), partiu para a Guiné em junho de 1962. Mais tarde, iriam juntar-se o DFE 7 e DFE 8. O teatro de operações da Guiné foi o que mais exigiu dos fuzileiros devido às características muito difíceis do terreno, clima e inimigo. Só na Guiné morreram 86 homens destas forças.
Constituído por entre 80 e 110 homens, um destacamento estava organizado em três grupos de assalto; as suas unidades em equipas (esquadras) de três homens.

## Conflito

### 1963-1968: início
Embora as acções subversivas do PAIGC fossem anteriores, a guerra começou, formalmente, no dia 23 de Janeiro de 1963 com um ataque da guerrilha ao quartel de Tite, situado a sul de Bissau. O ataque é levado a cabo por quinze a vinte guerrilheiros do PAIGC que provocam a morte de um soldado e ferem outros dois entre as tropas portuguesas; por seu lado, o PAIGC sofre três mortos. Ainda no dia 23, as tropas portuguesas são alvo de uma emboscada na região de Fulacunda, onde morrem dois soldados. Poucos dias depois, novo ataque da guerrilha faz dois mortos e quatro feridos entre as tropas portuguesas. No Sul da Guiné, os portugueses sofrem as primeiras emboscadas ainda no mês de janeiro. Pouco tempo depois, em março, o PAIGC tomou os navios Mirandela e Arouca, no porto de Cafine, que passou a utilizar a partir da Guiné-Conacri. Por esta altura, o PAIGC desenvolve as suas actividades a sul, enquanto o Movimento de Libertação da Guiné (MLG) a norte; em julho, os revoltosos controlavam cerca de 15% do território, e o contingente terrestre português ascendia a 5000 elementos. Para apoio das forças portuguesas, foram enviados cerca de 350 elementos da Força Aérea, sete aviões F-86F Sabre, oito aviões de ataque ligeiro North-American T-6 e quatro aviões ligeiros de transporte. No que diz respeito às forças marítimas, estas constavam de cerca de 300 militares, do contratorpedeiro Vouga, duas lanchas de desembarque pequenas e três lanchas de fiscalização da classe Bellatrix.
Em março de 1963, já com Vasco Rodrigues como Governador, chega Louro de Sousa. No seu primeiro relatório, refere que há acções da guerrilha por todo o território da Guiné, à excepção da zona de Bissau, e que é o PAIGC o movimento que maior perigo apresenta. Existem, agora, cerca de 6000 homens no terreno do lado português, mas Louro de Sousa solicita mais tropas e equipamentos. Face a este relatório preocupante, o general Venâncio Deslandes, Secretário-Geral da Defesa Nacional, é enviado à Guiné. Deslandes faz uma avaliação muito preocupante da situação actual, mostrando especial receio a um possível ataque directo a Bissau, e propõe uma fusão entre o sistema politico-administrativo e o militar; estas medidas seriam colocadas em prática, um ano depois, pelo general Arnaldo Schultz. Deslandes pretende, ainda, que haja uma força de intervenção rápida e aquisição de helicópteros, peças fundamentais para a luta contra os guerrilheiros.
Em Dezembro de 1963, os guerrilheiros do PAIGC efectuam a sua primeira grande acção com a captura do posto militar português na ilha de Como. Em Janeiro do ano seguinte, as três forças portuguesas lançam a operação Tridente, cujo objectivo era expulsar as forças da FRELIMO, que se encontravam na ilha de Como, e que eram o elo de ligação do PAIGC e as suas bases para lá da fronteira sul. Esta ilha, que passará a ser um dos símbolos da luta do PAIGC, assistiu a uma das maiores batalhas de Portugal em África, que durou cerca de 72 dias. O PAIGC resiste e consegue impedir que os militares regressem à base estratégica da ilha.
Em Maio de 1964, é enviado para a Guiné o general Arnaldo Schultz, que iria assumir os cargos de comandante-chefe e governador do território, para pôr ordem entre os portugueses, e que foi substituir o comandante Vasco Rodrigues, e o comandante-chefe, brigadeiro Louro de Sousa. Também entre a guerrilha havia desentendimentos pois o PAIGC era apoiado pela Guiné-Conacri, e as FLING pelo Senegal. Os combates concentravam-se na região Sul, pois esta fazia fronteira com a Guiné que apoiava o PAIGC através do seu presidente Sékou Touré. Um ano depois, os combates estenderam-se ao Leste e ao Norte, onde apenas actuava a FLING. Por esta altura, Cuba começa a dar o seu apoio ao PAIGC, e a estratégia militar portuguesa baseava-se, apenas no controlo de posições no terreno, em detrimento de contactos com a população. Foi um período de desgaste para as forças portuguesas, pois a iniciativa das acções militares partia do PAIGC, que efectuava constantes contactos com as populações onde ia recrutar mais guerrilheiros e apoiantes.
Se, por um lado, as forças terrestres portuguesas estavam um terreno de difícil mobilidade devido à densa vegetação e número de rios, por outro, a pequena dimensão do território permitia à força aérea portuguesa estar no ponto mais afastado em poucos minutos. Para dificultar ainda mais a defesa militar portuguesa, a pequenez do país permitia aos guerrilheiros atacar e fugir para os países vizinhos, mesmo antes de as forças portuguesas terem tempo de reagir. Devido aos poucos recursos existentes na Guiné, as tropas portuguesas tiveram de construir do nada as infraestruturas necessárias à sua logística, como quartéis, pistas de aviação e estradas, e toda a alimentação vinha do exterior; até mesmo a principal cidade, Bissau, não apresentava as condições de descanso e divertimento que a congénere Luanda.
Por esta altura, as forças do PAIGC já tinham acesso a equipamento moderno, ao passo que as tropas portuguesas eram parcas em material, nomeadamente helicópteros. Para os portugueses, esta situação, implicava a utilização de tropas especiais e um número reduzido de operações, o que dificultava a tomada de controlo no conflito. Para dificultar ainda mais a situação das tropas portuguesas no terreno, as suas comunicações eram controladas pelos guerrilheiros. No início de 1961, encontravam-se cerca de 1200 homens no terreno; quando o conflito teve início, cerca de 6000; um ano depois, mais de 12 mil.
Em 1968, as chefias militares portuguesas estavam preocupadas com a situação militar na colónia. Os guerrilheiros vão conseguindo avançar e atacar alguns dos principais centros populacionais como Bafatá, Bolama, Cansombé, Farim, Gabu e Mansoa. Por outro lado, a partir de 1963, o PAIGC consegue algum controlo fluvial depois de se ter apoderado de algumas embarcações portuguesas e de ter destruído outras. Anos mais tarde, em 1968, a União Soviética fornecerá lanchas rápidas e outros barcos motorizados à guerrilha.

### 1968-1972: era Spínola
"...Guiné era a guerra das guerras. Ali passei por situações muito complicadas em combate. Ataques ao quartel, emboscadas. Fui capaz de ultrapassar as situações e de me portar bem. Não tive baixas do pessoal que foi comigo de Portugal. Mas perdi alguns guineenses que combatiam ao nosso lado. Como é que uma pessoa se coloca numa situação em que é morta pelos dele? A pergunta tinha uma só resposta: estava ali a mais. Regressei determinado: não voltaria à guerra. Pediria para sair, desertaria. Ou, então, aproveitava a oportunidade para correr com os ditadores...— Depoimento de Vasco Lourenço sobre seu turno na Guerra Colonial, realizado na Guiné entre 1969 e 1971.
Dada a situação crítica em que as forças portuguesas se encontravam, o Governo português decide mudar de governador, colocando o então brigadeiro António de Spínola no lugar de Shultz. Spínola assume o cargo de governador-geral e comandante-chefe em maio de 1968. A estratégia principal de Spínola é pela via política que, segundo ele, era a melhor maneira de fazer frente a uma guerra subversiva. As suas orientações vão no sentido de, pelo menos, não perder a guerra e encontrar uma solução política para o conflito. Por esta altura, a guerrilha controla o Sul, prepara uma ofensiva a Leste e pressiona o Noroeste.
No entanto, no início do seu governo, Spínola vai tornar as suas tropas mais ofensivas. O sistema de quadrícula é substituído por tropas de intervenção sob o seu comando, e algumas forças são retiradas das zonas de fronteira ou de áreas sem grande importância estratégica. A prioridade é o Noroeste para evitar o cerco a Bissau; a Leste Spínola pretende manter as boas relações com a etnia fula e assim proteger-se contra as investidas da guerrilha; apenas a região Sul fica nas mãos do PAIGC.
Para definitivamente controlar o Leste, Spínola queria levar a cabo uma operação de bombardeamento das baterias do PAIGC que se encontravam em território estrangeiro, na Guiné-Conacri, apesar de haver o perigo de causar problemas diplomáticos.
Rodeado de alguns dos melhores oficiais do Exército, como António Ramalho Eanes, Mário Firmino Miguel ou Otelo Saraiva de Carvalho, entre outros, Spínola inova ao contactar directa ou indirectamente o PAIGC e os seus apoiantes. Um destes era a Frente de Libertação Nacional da Guiné (FLING), que era favorável a negociações com o Governo português, apesar de não ser uma força de oposição ao PAIGC.
É, então, lançada a operação Mar Verde, entre os dias 20 e 23 de novembro de 1970, liderada por Guilherme Alpoim Calvão. Tropas africanas de elite dirigem-se para a Guiné-Conacri, com a ajuda da Marinha portuguesa, armadas com a AK-47, típica dos guerrilheiros, e vestidos com a farda do PAIGC; junto, seguem 200 elementos da FLING. O seu objectivo principal é efectuar um golpe de Estado, destruindo as embarcações da Armada da Guiné-Conacri e as suas aeronaves MIG 15 e MIG 17, tal como as infraestruturas do PAIGC, e matar Amílcar Cabral e Sékou Touré.
No entanto, a operação não terá o sucesso esperado. Embora, as lanchas rápidas e as instalações dos guerrilheiros sejam destruídas, e sejam libertados prisioneiros portugueses e guineenses, não se consegue alcançar o esperado golpe de Estado. As aeronaves encontravam-se em outra base, e nem Cabral nem Touré são localizados. No seu regresso precipitado à base, as tropas portuguesas acabam por deixar para trás alguns dos elementos da operação, que serão capturados, revelando, assim, a operação secreta, e dando origem a um escândalo internacional.
Pela primeira vez, é única, no conflito, o PAIGC conseguem entrar na região de Bissau em 1971, causando baixas nas tropas portuguesas. A primeira prova de que os guerrilheiros têm apoio exterior, no caso, de Cuba, é descoberta pelos pára-quedistas quando capturam o oficial cubano Pedro Peralta no interior do território.
Em 1972, a ONU envia uma missão secreta às zonas controladas pelo PAIGC. O Governo de Lisboa, no entanto, descobre, e ordena a Spínola que faça todos os esforços para impedir que os três membros do Comité de Descolonização da ONU entre no território. Para levar a cabo as ordens das autoridades portuguesas, são realizados várias acções militares: bombardeamentos com napalm nas zonas onde era suposto a missão passar e a fronteira com a Guiné-Conacri; desembarques com tropas especiais; ataques com tropas helitransportadas; e bombardeamentos de artilharia. Pág. 336: Apesar de várias aldeias destruídas e várias vítimas, a ONU declara que a missão foi bem-sucedida. O relatório da missão é favorável ao PAIGC, e condena o Governo português. Mais tarde, a ONU irá reconhecer o PAIGC como legítimo representante da Guiné-Bissau e Cabo Verde.
A situação tinha-se complicado para os portugueses. Spínola resolve pôr em prática o seu novo e arriscado plano: encontrar-se, secretamente, com Senghor, para que este servisse de intermediário num possível cessar-fogo do conflito. O encontro deveria ter lugar no Sul do Senegal, e caso alguma coisa corresse mal, A Força Aérea tinha ordens para destruir o local. Marcello Caetano, contudo, não via com bons olhos reconhecer legitimidade a uma força de guerrilha no território. O Conselho Superior de Defesa Nacional, por seu lado, é frontalmente contra o plano do governador da Guiné-Bissau, pois não não aceita negociar a perda de nenhuma das colónias, e as conversações com o presidente senegalês são suspensas. Pág. 337: Para Marcello, era preferível perder com honra militar do que "negociar com terroristas". Para Spínola, a situação tinha-se complicado. Em alternativa, só lhe restava continuar em guerra, e tentar um ataque em força a Sul, controlado, desde o início da guerra, pela guerrilha.

### 1973-1974: assassinato de Amílcar Cabral e fim do conflito
No dia 20 de janeiro de 1973, o líder do PAIGC, Amílcar Cabral, é assassinado em Conacri. Sobre os seus autores, sabe-se que eram elementos do seu Partido, mas não se chega a saber quem os mandou matá-lo. Os primeiros meses de 1973, assistem a um aumento das acções da guerrilha e das baixas entre os portugueses.
É então que o PAIGC surpreende as forças portuguesas com a sua nova arma, o míssil terra-ar Strela de origem soviética. Em poucos dias, a guerrilha abate cinco aeronaves causando o pânico entre as forças portuguesas, até ali controladoras do espaço aéreo; sem o apoio dos aviões, as forças terrestres ficariam desprotegidas no terreno contra os ataques dos guerrilheiros. Por outro lado, Portugal não tinha verbas para a aquisição de aviões mais velozes que escapariam ao novo míssil, nem para reforçar as forças no terreno. Em sentido contrário, era o PAIGC que dispunha de novos equipamentos, como RPG, morteiros, foguetes terra-terra e minas. Os guerrilheiros aproveitam, então, a sua vantagem e a desorientação das forças portuguesas para lançar ataques no Norte e no Sul, conseguindo apoderar-se de diverso equipamento em Guileje, no sul.

Em Julho de 1973, no II Congresso do PAIGC, Aristides Pereira foi escolhido para o cargo de secretário-geral, Luís Cabral para secretário-geral adjunto, e Francisco Mendes e João Bernardo Vieira (Nino Vieira) secretários adjuntos. Uma das decisões mais importantes saídas do congresso é a proclamação unilateral da independência, realizada, formalmente, em 24 de setembro de 1973 em Madina do Boé.

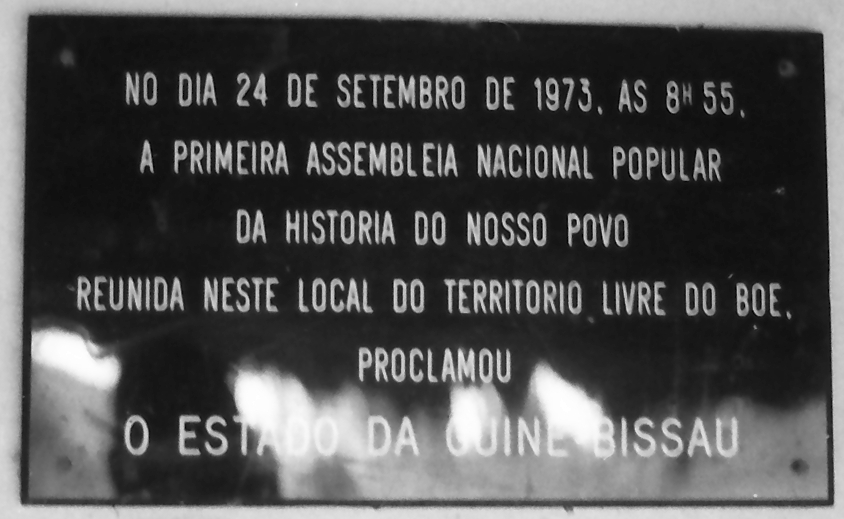
Placa comemorativa no edifício onde ocorreu a declaração de independência em 1973, Madina de Boé.

Face à degradação da situação militar portuguesa na Guiné, Spínola informa Lisboa que o inimigo dispõe de equipamento bélico superior, e que o conflito pode passar de guerrilha a guerra convencional. O general Costa Gomes, chefe do Estado-Maior-General das Forças Armadas, de visita a Bissau para se inteirar melhor da situação, relata que Portugal ainda pode controlar a Guiné; por outro lado, aconselha a retirada das tropas portuguesas das zonas fronteiriças para se realocarem em redor dos centros urbanos mais importantes. Perante este preocupante cenário, Marcello Caetano põe um fim na comissão de Spínola em setembro de 1973. Para o substituir, é nomeado o general Bettencourt Rodrigues, antigo secretário de Estado e ministro do Exército, oficial do estado-maior com duas comissões em Angola, que manteve a mesma política de Spínola. Bettencourt Rodrigues, que chega ao território depois da proclamação da independência, está consciente da situação delicada que se vivia na Guiné, e limita o número de operações militares para evitar mais perdas. O PAIGC, vendo que os portugueses estavam numa posição defensiva, intensifica as suas acções em todas as frentes, em particular com um ataque à guarnição de Canquelifá, a Leste, constituída por tropas especiais africanas e pára-quedistas, em Abril de 1974. Uma das últimas operações portuguesas, foi a a Operação Neve Gelada, levada a cabo pelo Batalhão de Comandos da Guiné, para libertar aquele aquartelamento.
No último ano do conflito, a opinião generalizada entre os militares era a de que esta guerra se encontrava numa situação insustentável. Até ao dia 24 de Abril de 1974, a pressão do PAIGC não parou de se fazer sentir. Face à gravidade dos acontecimentos, o Movimento das Forças Armadas (MFA) reúne-se e expõe as suas preocupações ao general Spínola, assinada por 180 oficiais. Em Lisboa, dão-se movimentações políticas e, em Março, tanto Costa Gomes como Spínola.
A crescente instabilidade em Portugal culminaria em 25 de Abril de 1974, com a Revolução dos Cravos, um golpe de estado realizado pela esquerda militar em Lisboa, que depôs o governo de Marcelo Caetano. Após o "25 de Abril", reinava a confusão tanto ao nível governamental como no seio dos militares.

## Galeria

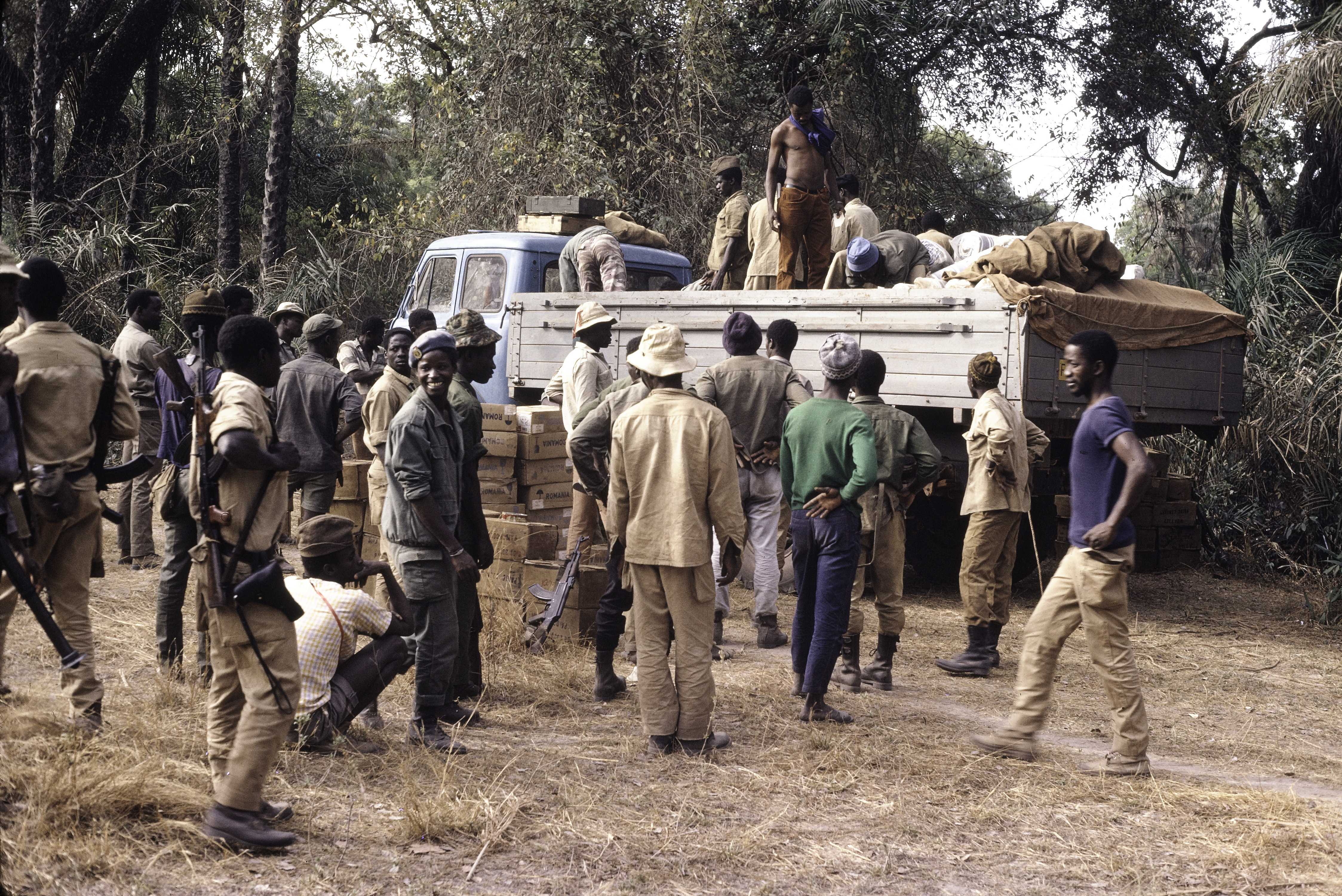
Soldados do PAIGC carregando armas em um caminhão, Guiné-Bissau, 1973
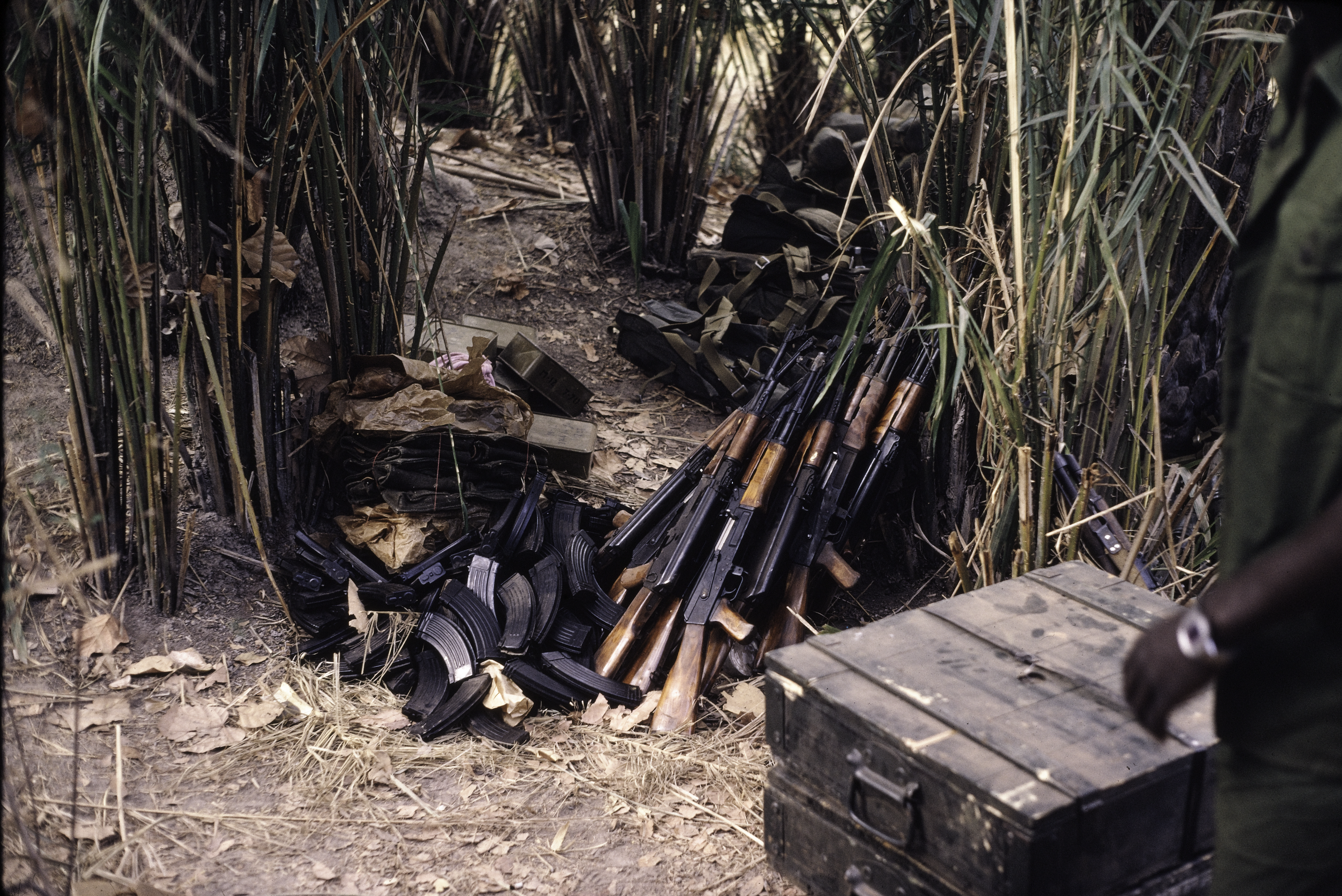
Kalashnikovs para Hermangono, 1973
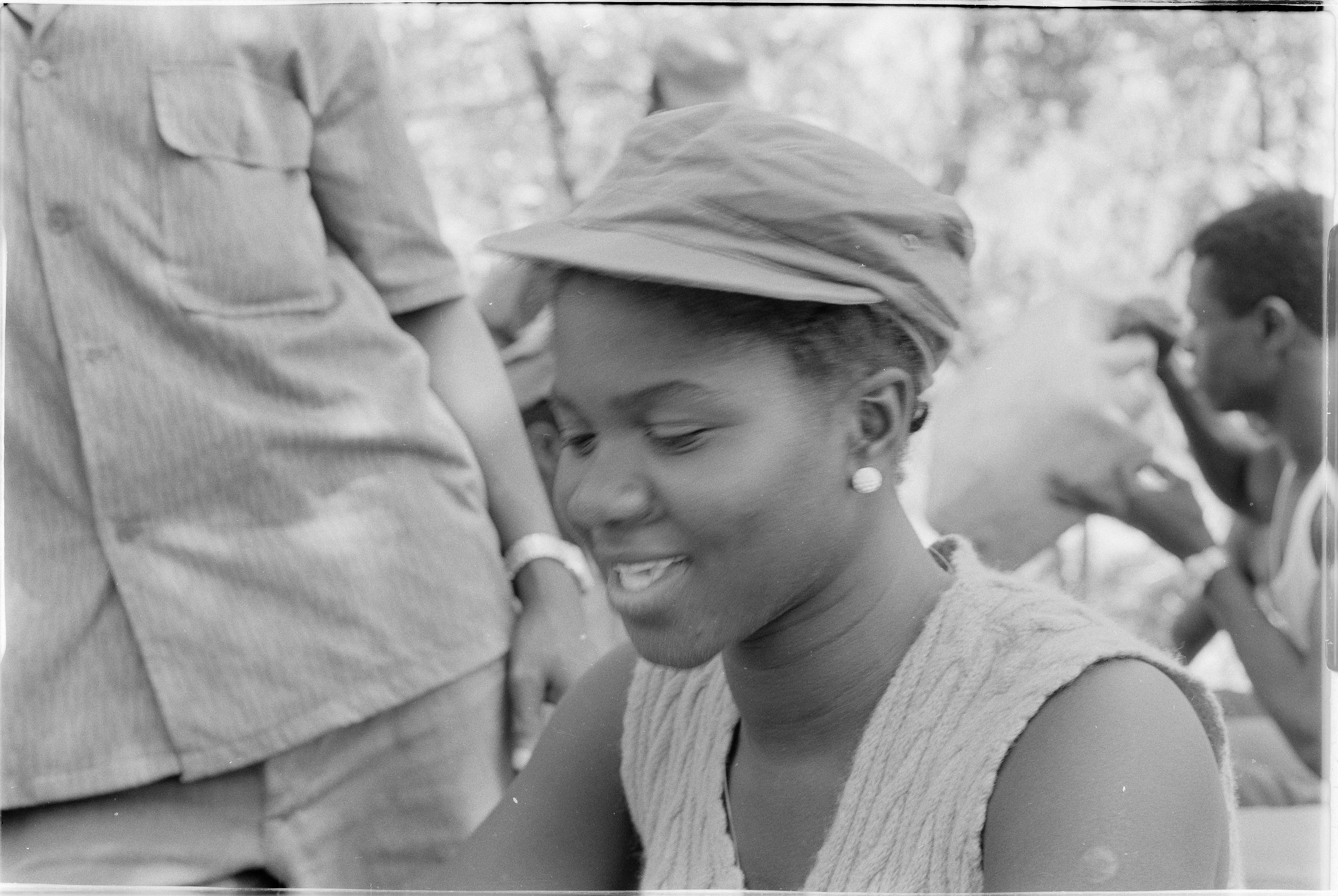
Soldado feminino joga cartas, Guiné-Bissau, 1973
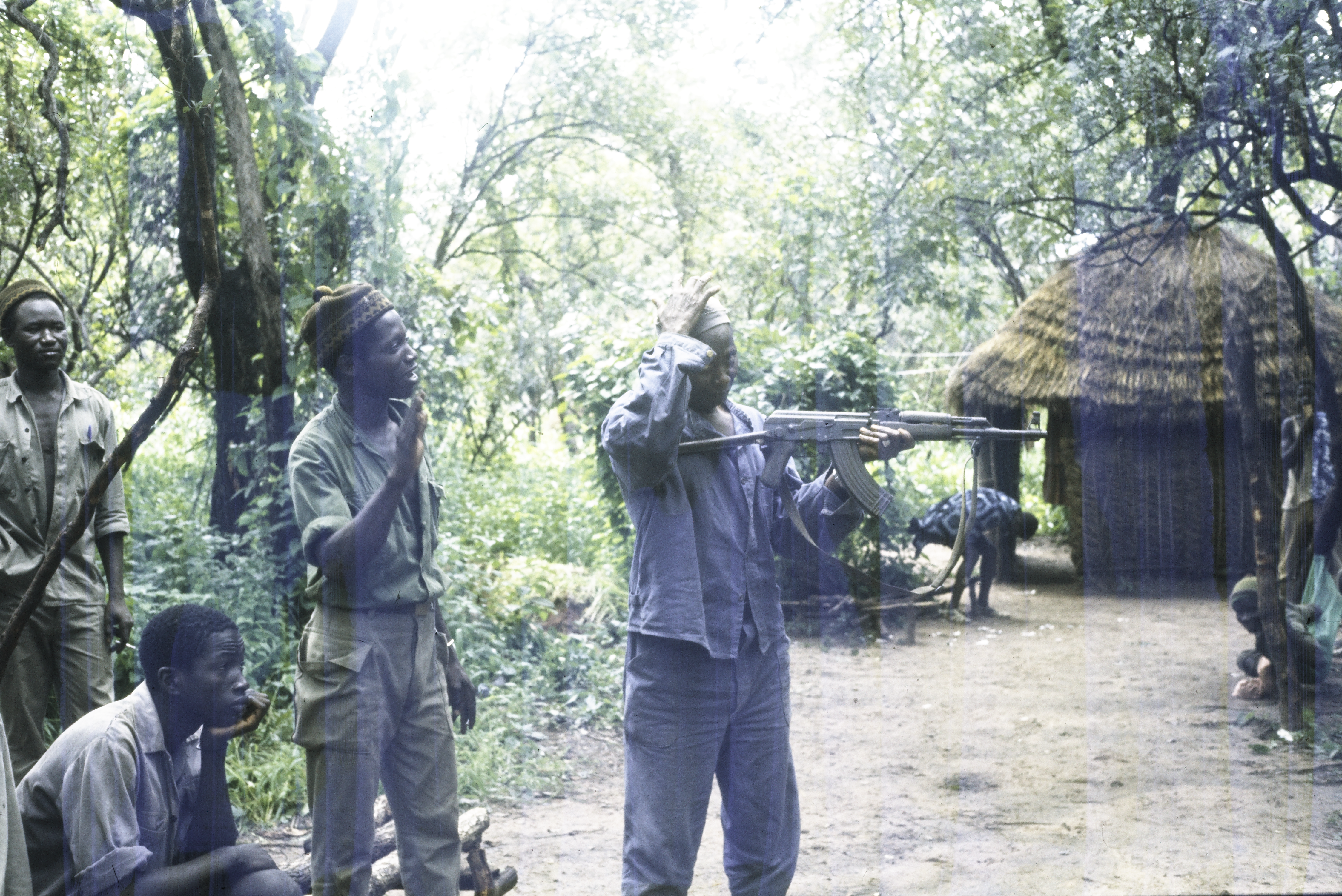
PAIGC recruta aprendendo a atirar, Ziguinchor, Senegal, 1973
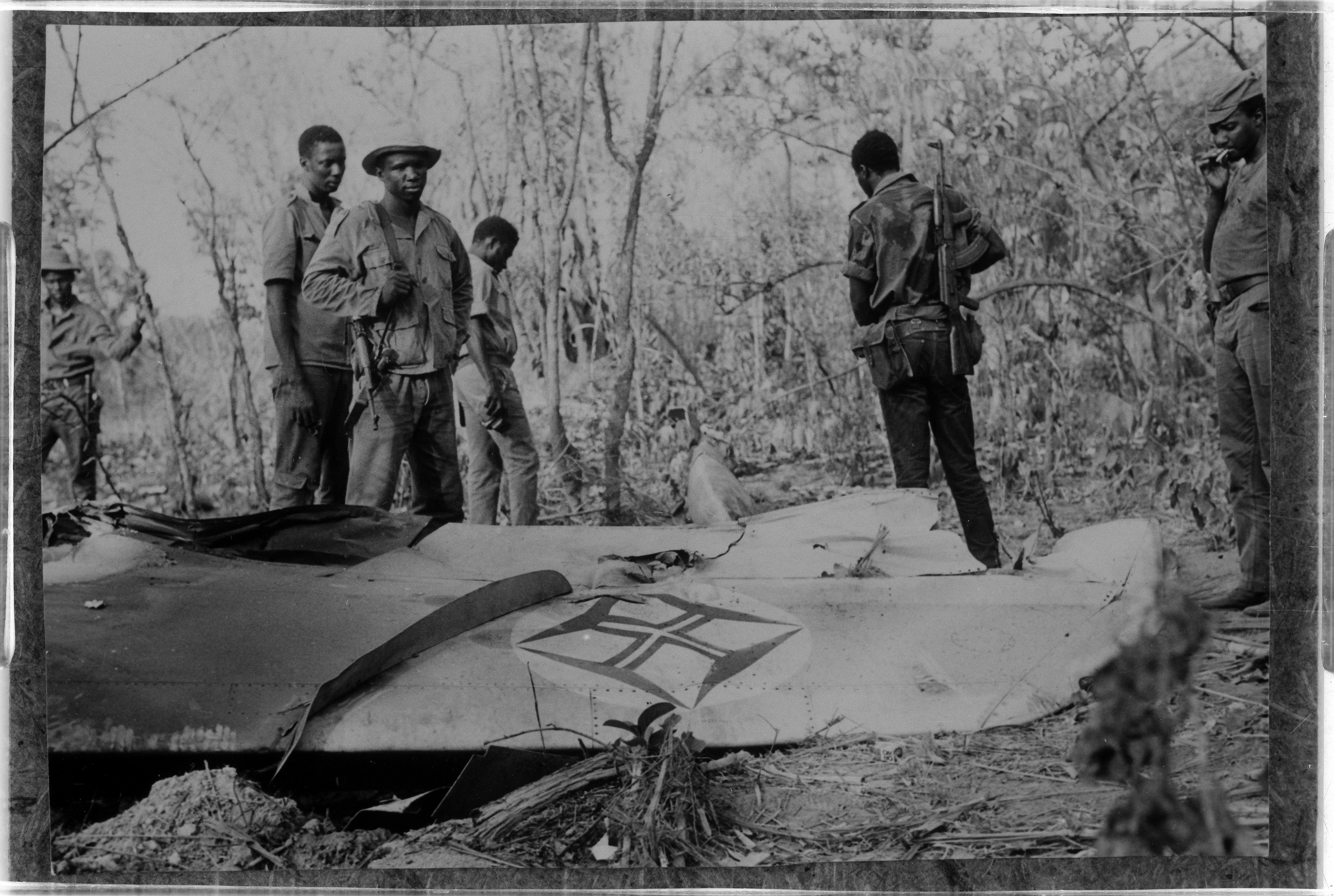
Plano português derrubado na Guiné-Bissau com soldados do PAIGC, 1974
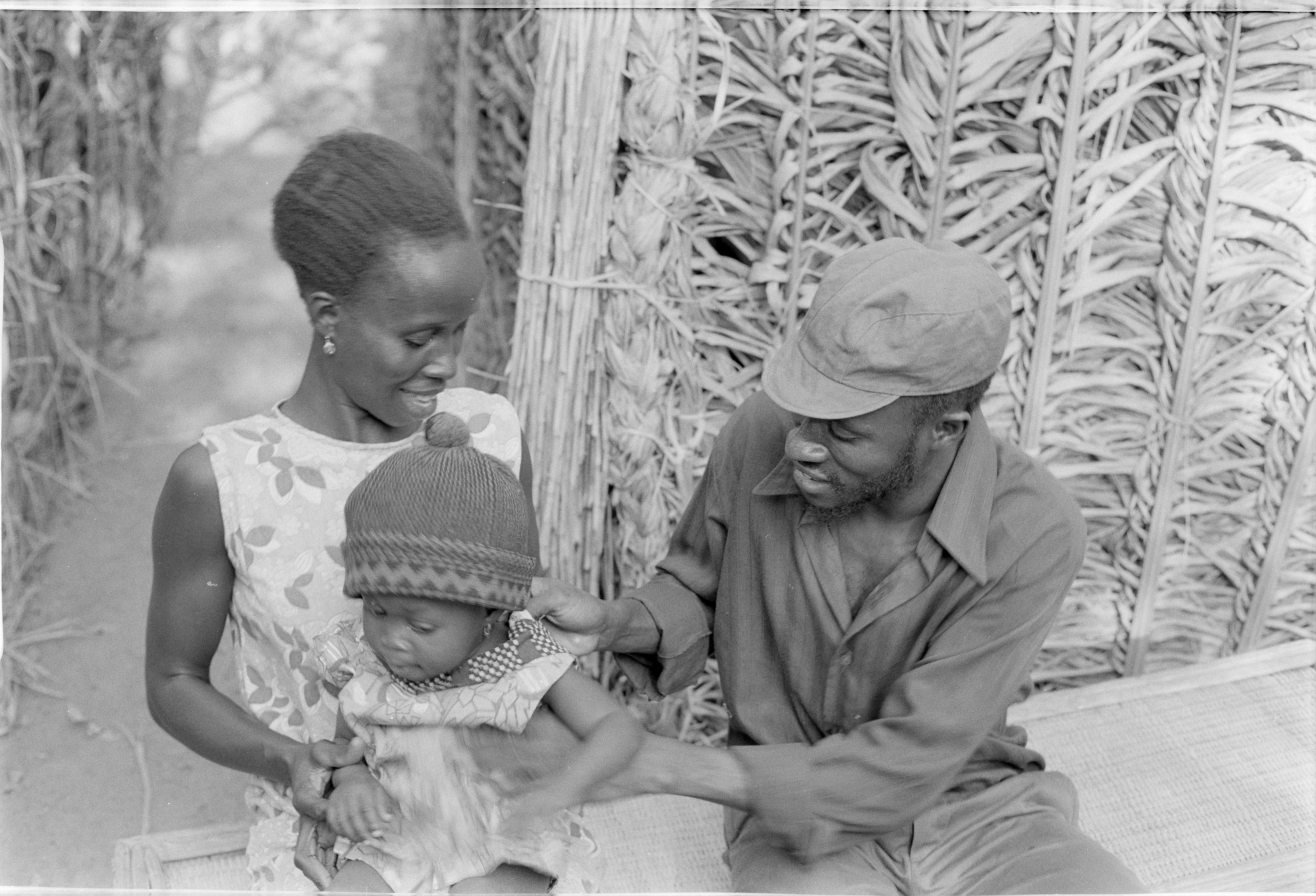
Soldado do PAIGC com sua família em um campo militar, Guiné-Bissau, 1974
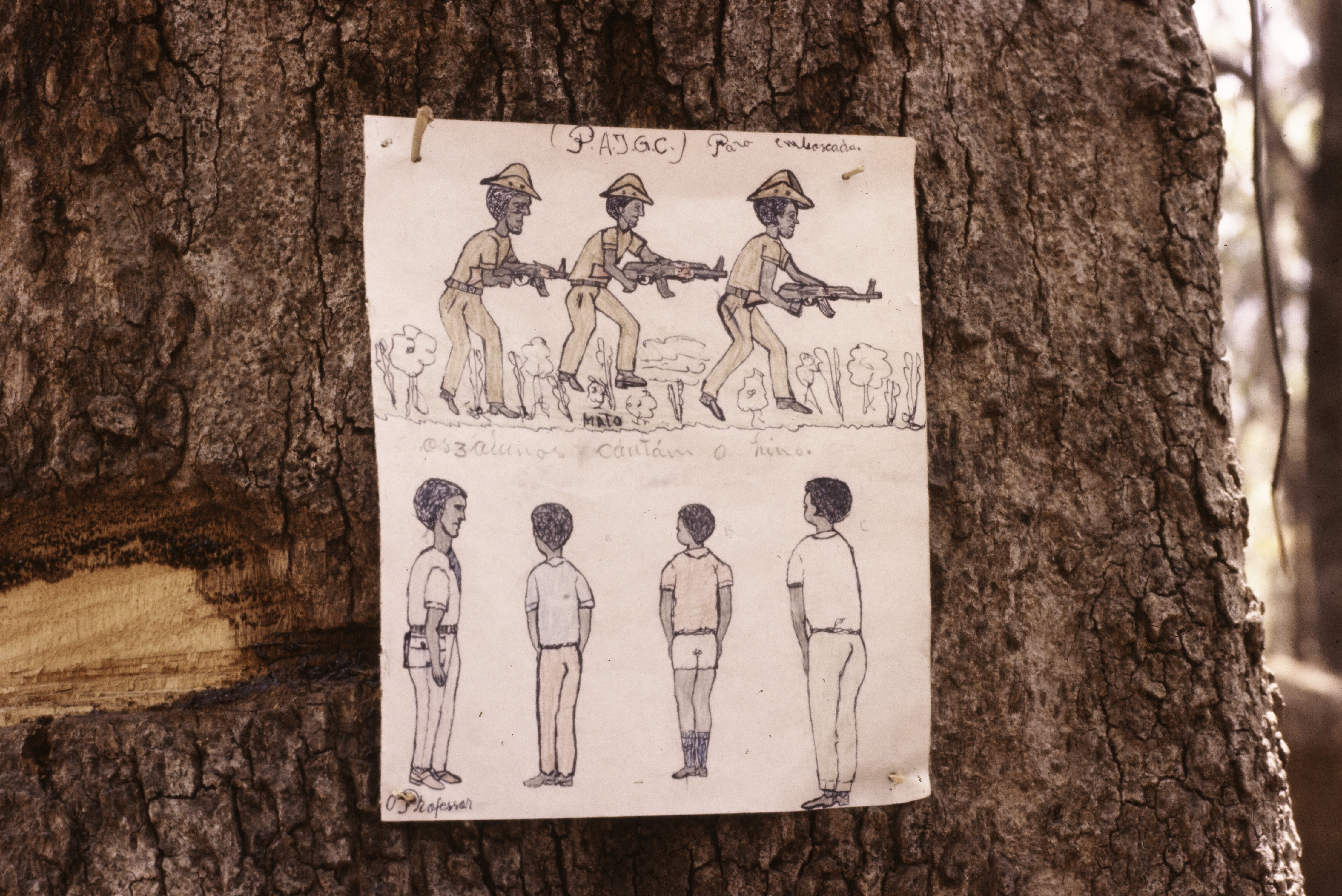
Desenhos mostrando soldados do PAIGC, Farim, Guiné-Bissau, 1974
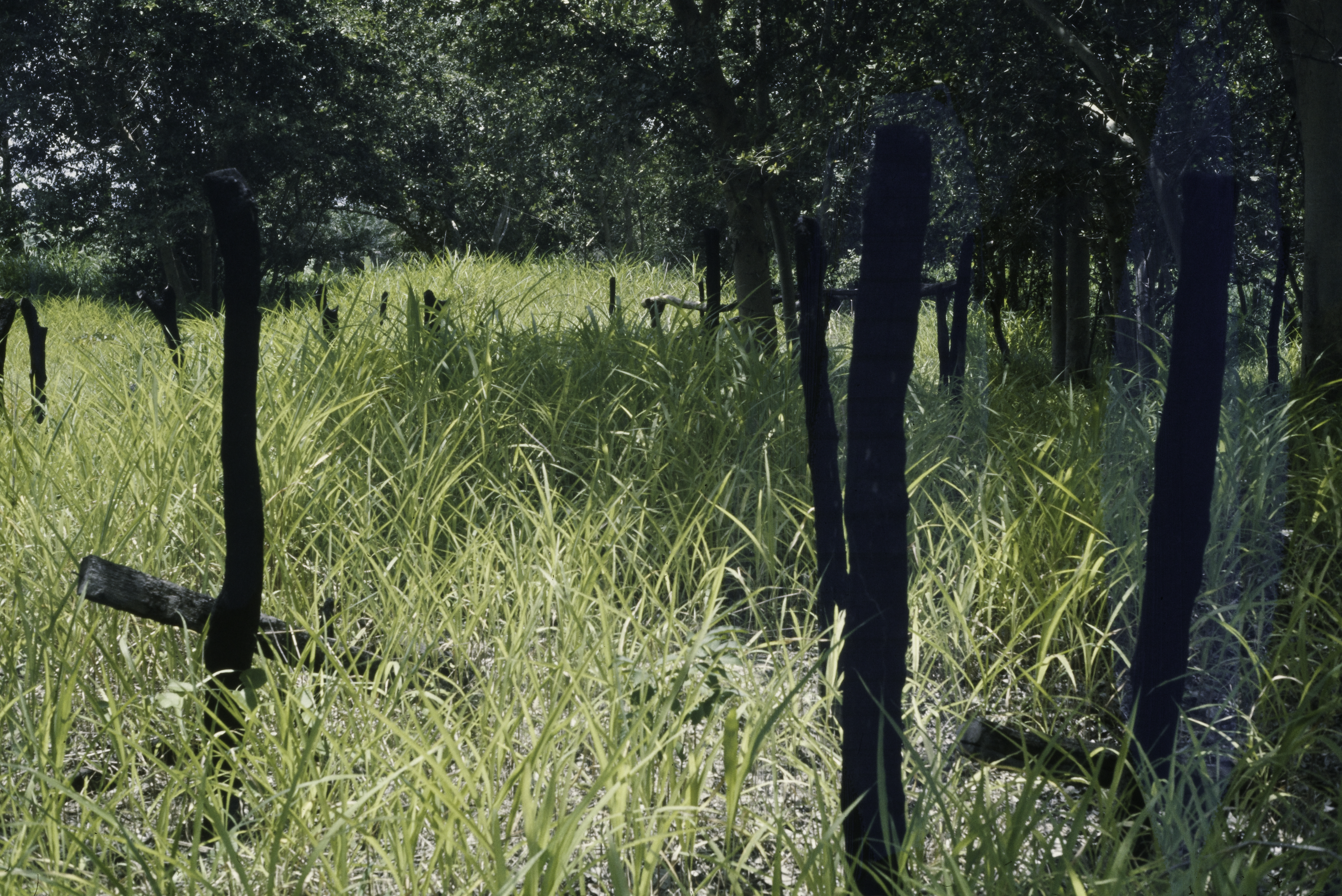
Vila queimada pelos portugueses, Guiné-Bissau, 1974
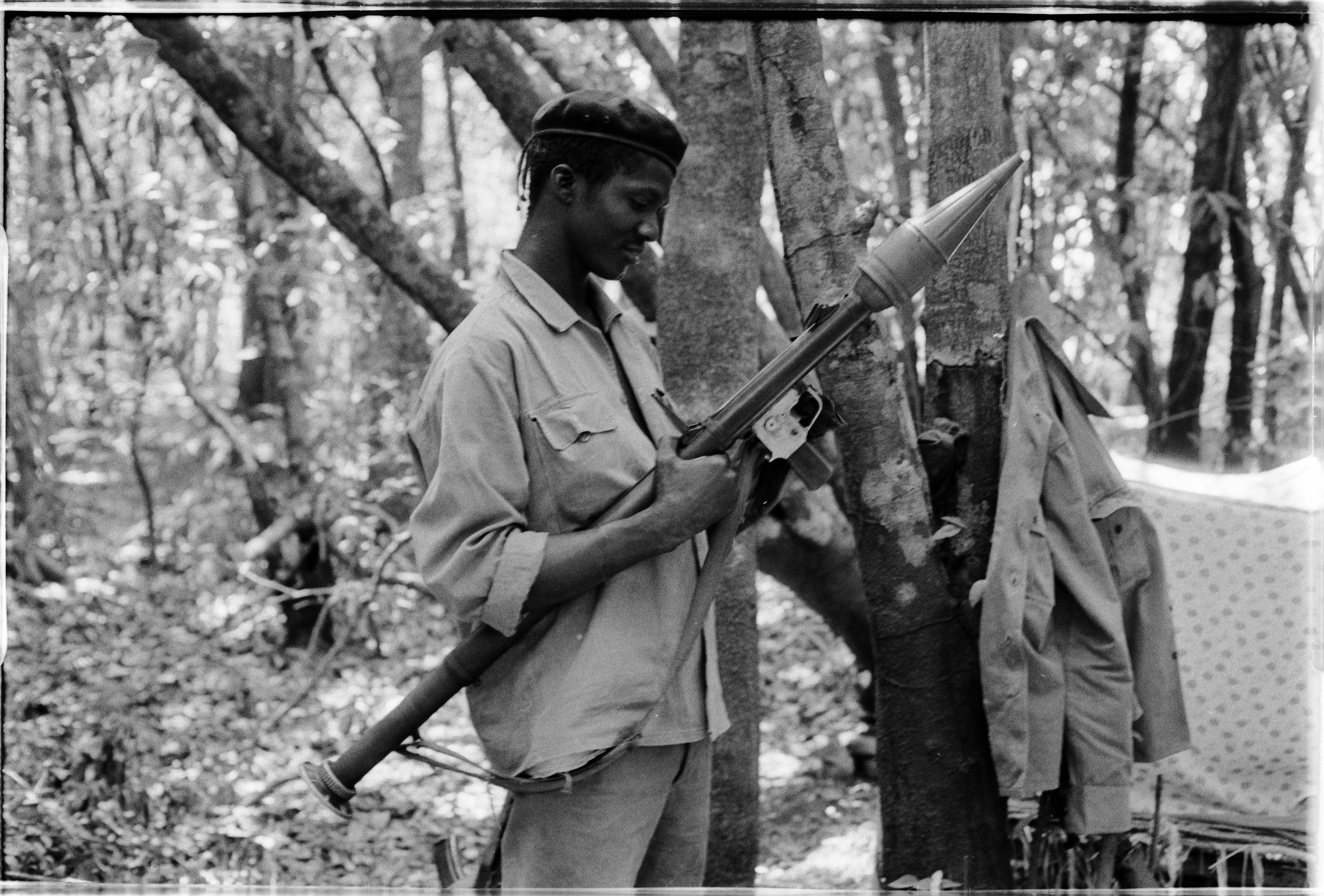
Soldado do PAIGC com uma granada propulsora de foguetes, Base militar de manutenção nas áreas liberadas, Guiné-Bissau, 1974
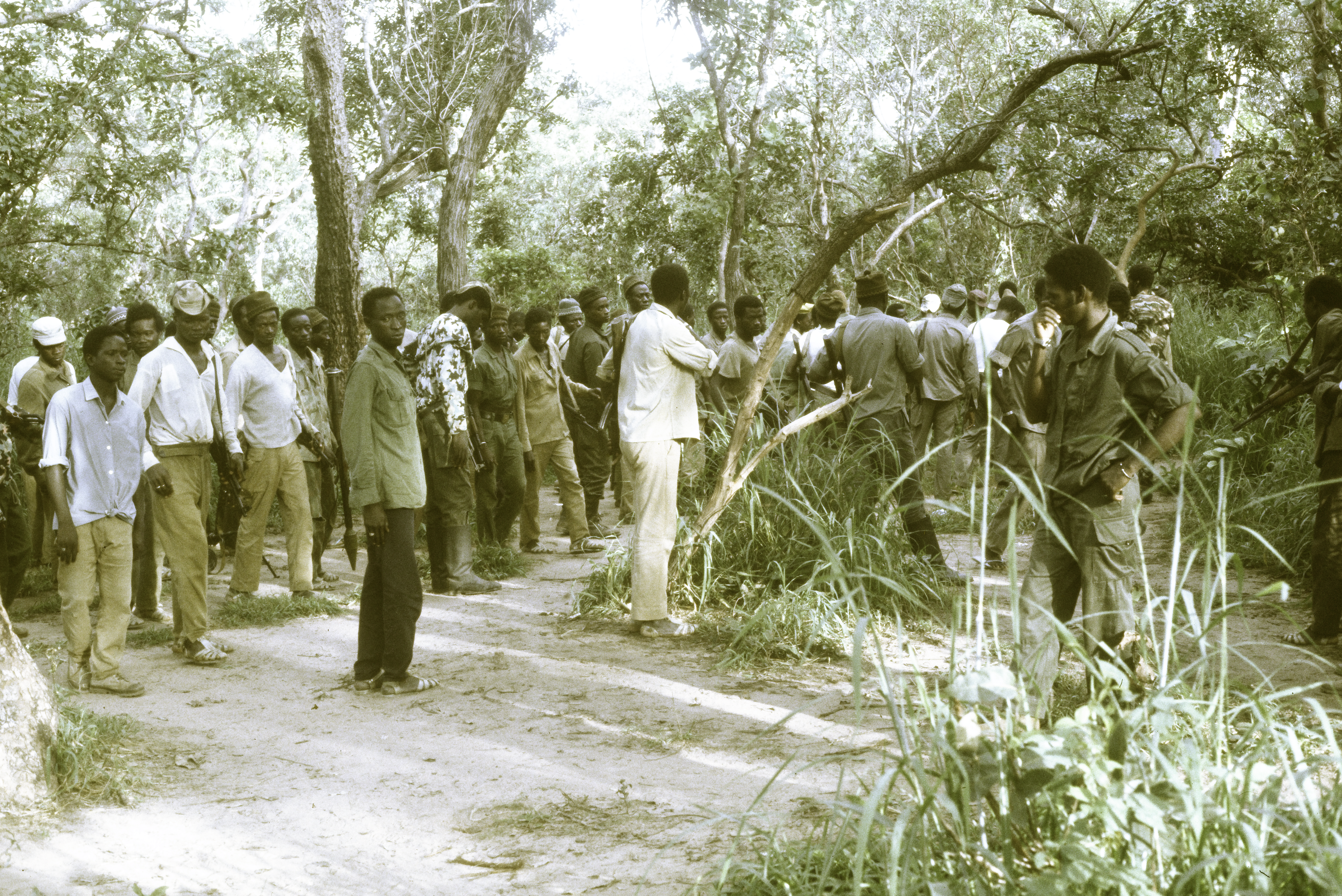
Chamada de rolo da manhã, Hermangono, Guiné-Bissau, 1974
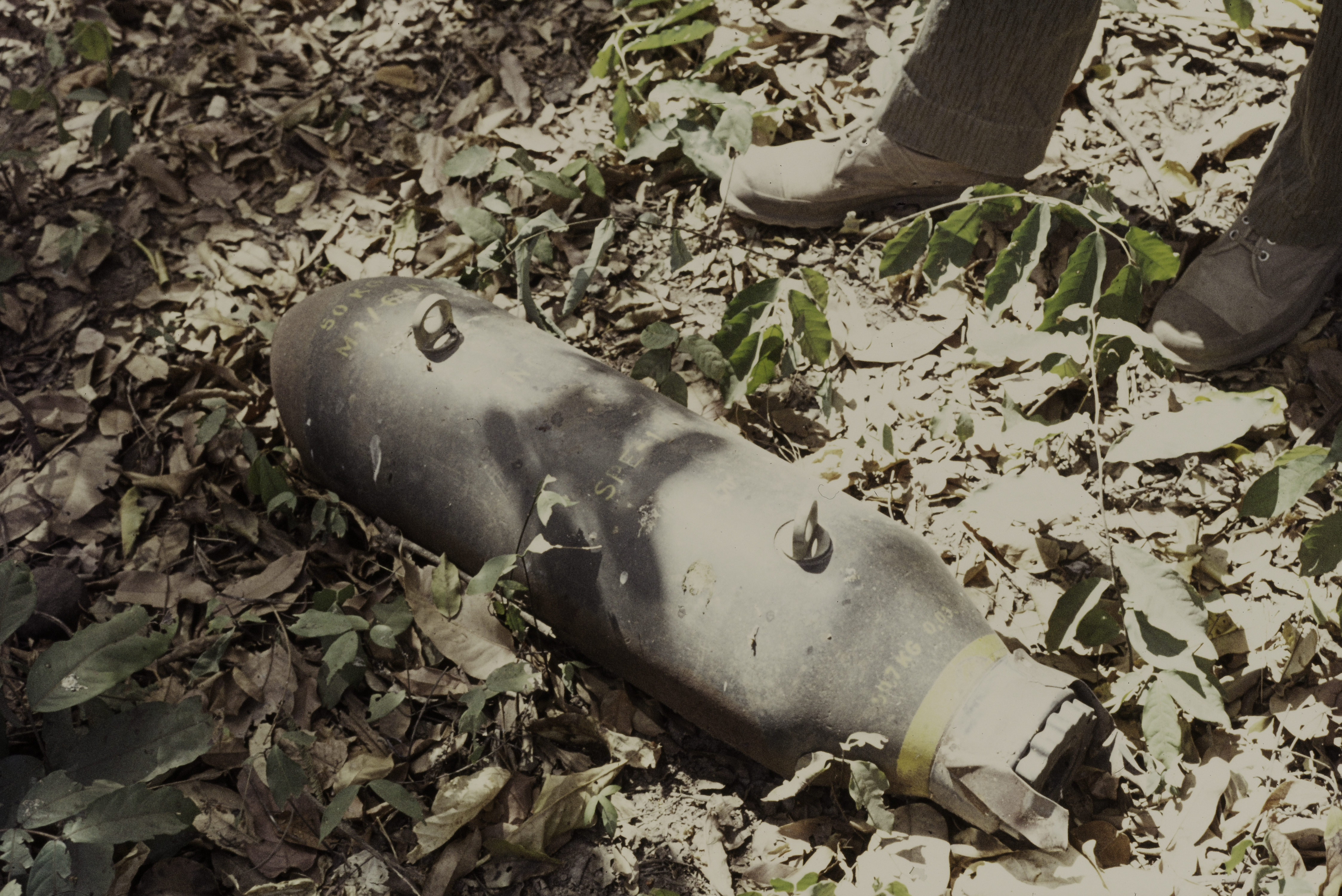
Bomba portuguesa não explodida, Canjambari, Guiné-Bissau, 1974
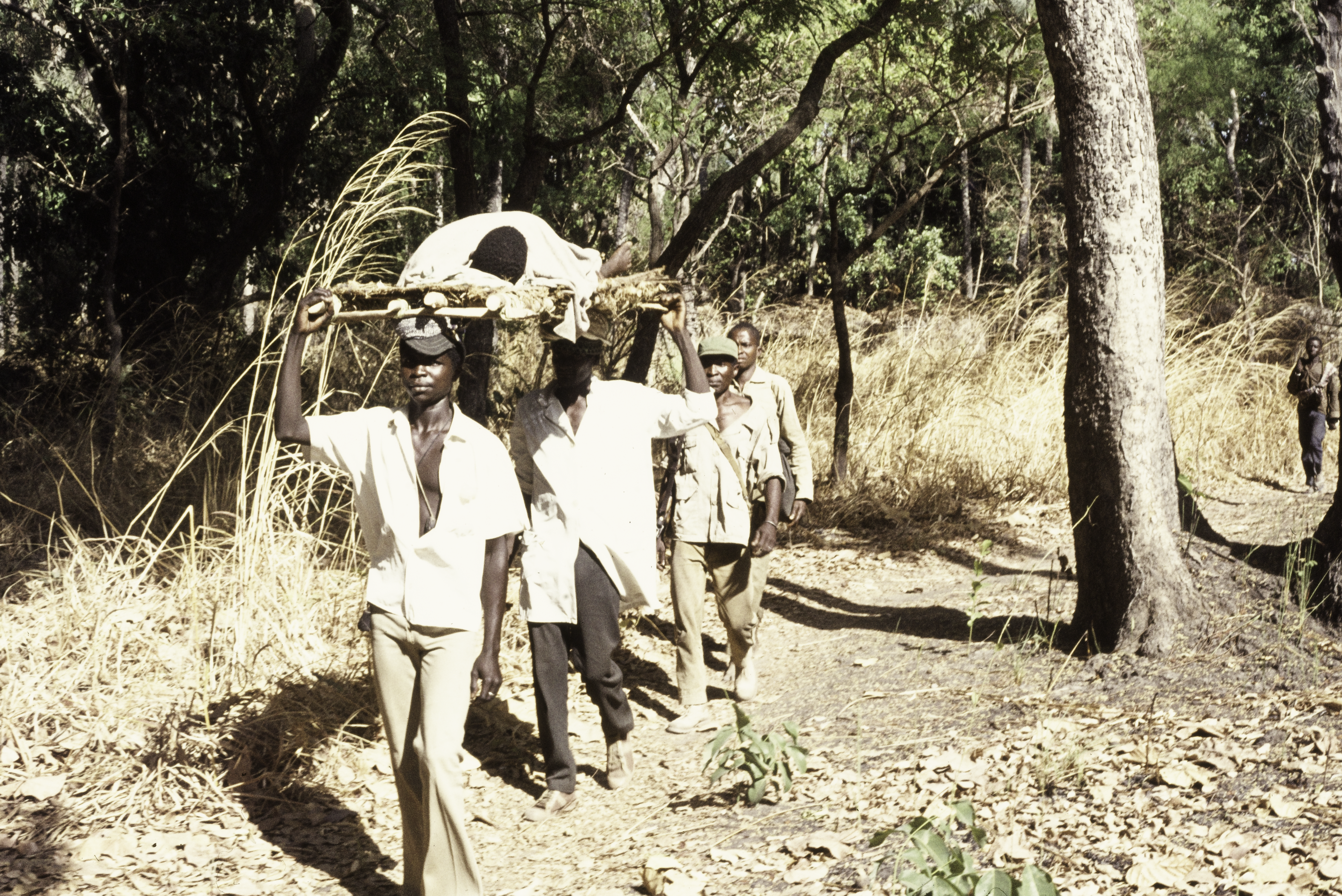
Uma escolta armada leva um ferido à fronteira senegalesa, Sara, Guiné-Bissau, 1974